# Radu Beligan

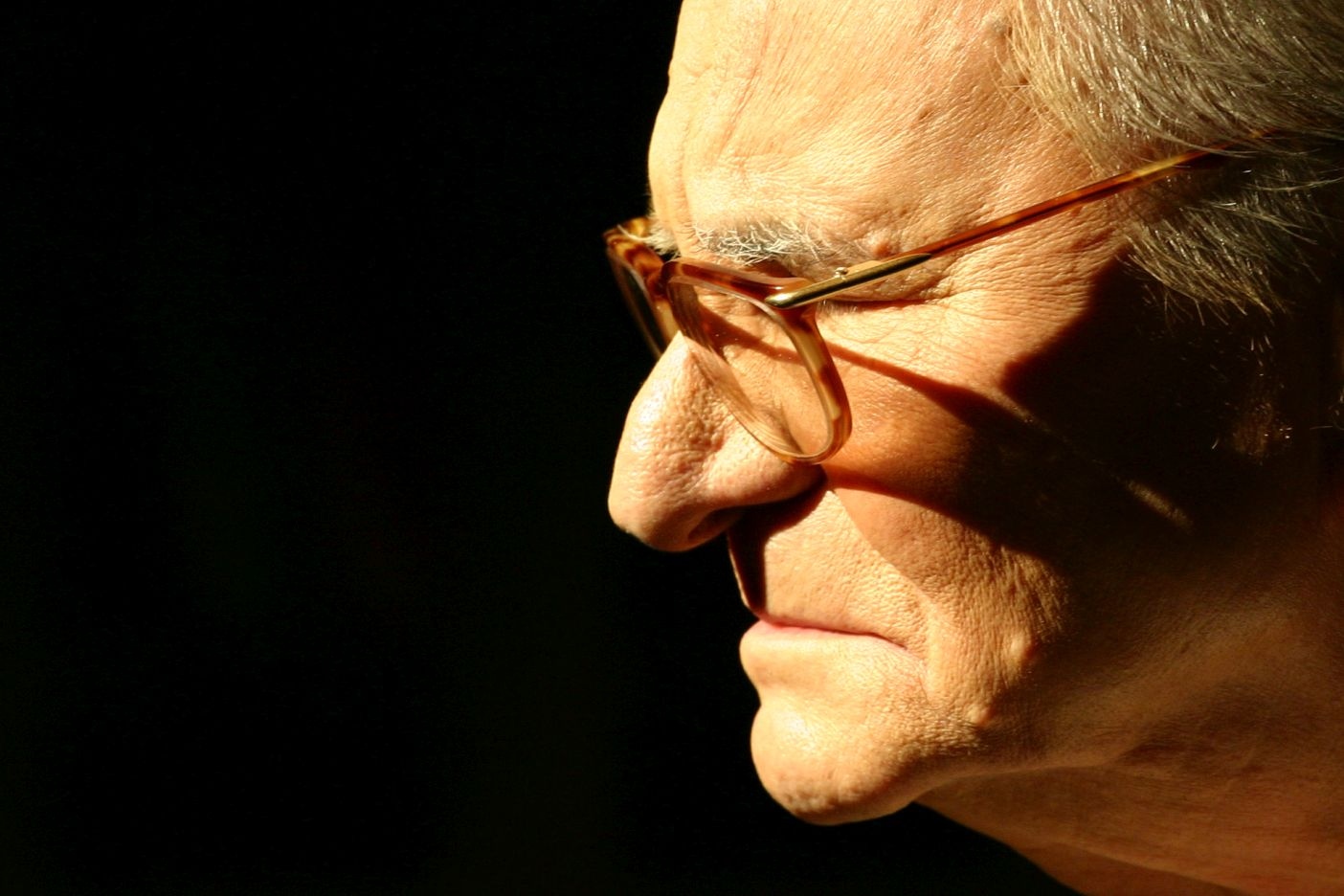
Radu Beligan in "Egoistul" la TNB, 15.05.2005

Radu Beligan (n. 14 decembrie 1918, Galbeni (Filipești), Bacău – d. 20 iulie 2016, București) a fost un actor român, cu o bogată activitate în teatru, film, televiziune și radio. Pe linie maternă este grec de origine, pe linie paternă, fiind urmaș al unuia dintre frații lui Ion Creangă. A fost ales membru de onoare al Academiei Române în 2004. În data de 27 martie 2011 a primit o stea pe Walk of Fame București. Pe 15 decembrie 2013 a fost inclus în Cartea Recordurilor ca fiind cel mai longeviv actor aflat în activitate pe scena unui teatru.
Radu Beligan a intrat în PMR în 1959. Radu Beligan a fost în perioada 1969-1989 membru al Comitetului Central al Partidului Comunist Român, precum și deputat al Marii Adunări Naționale între anii 1961 - 1975.

## Biografie
A urmat studiile primare în comuna natală iar în 1929 a absolvit Școala de Băieți (actuală Școala „Al.I. Cuza”, fostă nr. 19) din Bacău. A intrat primul la Liceul internat „Costache Negruzzi” din Iași (pe care l-a absolvit în 1937 ca șef de promoție).
La 10 ani a început să traducă piese de teatru din „Le Petit Illustration” la Iași, jucând pe scena școlii din clasa a II-a până într-a VII-a secundară. În perioada 1937-1938 a studiat Dreptul și Filosofia la București folosind bursa oferită de facultate pentru a-și plăti taxele la Conservator. În acea perioadă visa să ajungă actor de dramă „În primul și unicul an de Conservator jucam dramă și nici prin cap nu-mi trecea că voi juca vreodată comedie”. La sfârșitul primului an de Conservator, este chemat, printr-o telegramă, de dramaturgul, regizorul și directorul de companie teatrală Victor Ion Popa (la București) „Veniți neapărat București duminică dimineață. Angajament” ceea ce face ca primul an de Conservator să fie și ultimul. În 1938, la vârsta de 20 ani, a debutat pe scena Teatrului „Muncă și lumină” din București în piesa „Crimă și pedeapsă” după Dostoievski, în regia lui Mihai Zirra, după care, până în 1947 a jucat în teatrele particulare ale timpului ca actor de comedie, nu de dramă, așa cum își dorise. În 1943 a debutat în cinematografie cu rolul lui Rică Venturiano din pelicula „O noapte furtunoasa”, în regia lui Jean Georgescu iar ultimul său rol în film a fost cel din pelicula „După-amiaza unui torționar”, în regia lui Lucian Pintilie, în anul 2001. În 1948 a fost angajat la Teatrul Național „I.L. Caragiale” de către directorul Zaharia Stancu iar în 1961 a întemeiat Teatrul de Comedie din București. Din 1969 până în preajma Revoluției a fost directorul Teatrului Național „I.L. Caragiale” din București, sub direcția căruia, în 1973, s-a inaugurat clădirea noului Teatru Național. În 1965 a fost ales vicepreședinte al Institutului Internațional de Teatru iar din 1971 președinte al aceluiași înalt for artistic (reales în 1973 și 1975). Ca regizor a debutat la 23 ianuarie 1959, pe scena Teatrului Național „I. L. Caragiale”, cu o piesă tradusă de el, „Sălbaticii” de Serghei Mihalkov.
Cu un „devotamentul total” față de Teatru, a fost actor de teatru și film (cu sufletul împărțit între comic și tragic), regizor, director de colective dramatice, cronicar și comentator al vieții teatrale, profesor de artă dramatică și lider al unor foruri internaționale de teatru. Radu Beligan a interpretat - în peste șapte decenii - roluri celebre, cum ar fi caractere ale dramaturgilor literaturii române: Ion Luca Caragiale, Barbu Ștefănescu Delavrancea, Camil Petrescu, Tudor Mușatescu, Mircea Ștefănescu, Victor Ion Popa, Victor Eftimiu, Mihail Sebastian, Aurel Baranga, Alexandru Mirodan și universale: William Shakespeare, Carlo Goldoni, Nicolai Vasilievici Gogol, Anton Cehov, George Bernard Shaw, Maxim Gorki, Albert Camus, Jules Romain, Eugen Ionescu, Jean Anouilh, Friedrich Dürrenmatt, Edward Albee, Peter Shaffer, Patrick Süskind, Neil Simon, Umberto Eco.
A fost unul dintre discipolii actriței Lucia Sturdza Bulandra și al scriitorului Eugen Ionescu. Beligan este privit în general ca unul dintre numele majore ale teatrului românesc, cu un repertoriu complex, clasic și modern. A jucat alături de actori importanți, cu reprezentații atât în țară cât și în străinătate.
În data de 27 martie 2011 a primit o stea pe Walk of Fame București. Pe 15 decembrie 2013 a fost inclus în Cartea Recordurilor ca fiind cel mai longeviv actor încă în activitate pe scena unui teatru.
I-a fost decernat titlul de Cetățean de Onoare și al comunei natale, Filipești, iar Casa de Cultură din localitate a primit numele „Radu Beligan”.

### Roluri în teatru
Teatrul Național din București:
- Leon Saint Pe - „Egoistul" de Jean Anouilh, regie proprie, 2004
- Ianke - „Take, Ianke și Cadâr" de Victor Ion Popa, regia Grigore Gonța, 2001
- Guglielmo - „Numele trandafirului" de Umberto Eco, regia Grigore Gonța, 1998
- Actorul - „Azilul de noapte" de Maxim Gorki, regia Ion Cojar, 1998
- Bătrânul - „Cotletele" de Bertrand Blier, regia Gelu Colceag, 1998
- Kondilas - „Moștenirea" de Titus Popovici, regia Horea Popescu, Mihai Manolescu, 1989
- „Contrabasul" (one man show) de Patrick Suskind, regia Grigore Gonța, 1987
- Herb Tucker - „Poveste din Hollywood" de Neil Simon, regia Grigore Gonța, 1984 și 1994
- Spirache - „Titanic-Vals" de Tudor Mușatescu, regia Mihai Berechet, 1983
- Domenico - „Filumena Marturano" de Eduardo De Fillippo, regia Anca Ovanez Doroșenco, 1981
- Chereea - „Caligula" de Albert Camus, regia Horea Popescu, 1980
- Romulus - „Romulus cel Mare" de Friedrich Dürrenmatt, regia Sanda Manu, 1977
- Richard al III-lea - „Richard al III-lea” de William Shakespeare, regia Horea Popescu, 1976
- Autorul dramatic - „Viața unei femei" autor și regia Aurel Baranga, 1976
- Robespierre - „Danton" de Camil Petrescu, regia Horea Popescu, 1974
- Mel - „Prizonierul din Manhattan" de Neil Simon, regia Mihai Berechet, 1973
- Mayer Bayer - „Simfonia patetică" de Aurel Baranga, regia Aurel Baranga, 1973
- Ștefan Valeriu - „Jocul de-a vacanța" de Mihail Sebastian, regia Mihai Berechet, 1971
- George - „Cui i-e frică de Virginia Woolf?" de Edward Albee, regia Michel Făgădău, 1970
- Eduard Forțian - „În valea cucului" de Mihai Beniuc, regia Sică Alexandrescu, 1959
- C.N. Mollin - „Anii negri" de Aurel Baranga, regia Sică Alexandrescu, 1958
- Iacob Bardin - „Dușmanii" de Maxim Gorki, regia Alexandru Finți, 1958
- Horace, Frederic - „Invitație la castel" de Jean Anouilh, regia Sică Alexandrescu, 1958
- Trinculo - „Furtuna" de William Shakespeare, regia Moni Ghelerter, 1958
- Filipetto - „Bădăranii" de Carlo Goldoni, regia Sică Alexandrescu, 1957
- Alexandru - „Rețeta fericirii sau despre ceea ce nu se vorbește" de Aurel Baranga, regia Marietta Sadova, 1957
- Profesorul - „Steaua fără nume" de Mihail Sebastian, regia Sică Alexandrescu, 1956
- Cerchez - „Ziariștii" de Alexandru Mirodan, regia Moni Ghelerter, 1956
- Agamemnon Dandanache - „O scrisoare pierdută" de I.L. Caragiale, regia Sică Alexandrescu, 1956
- Dr. Smil - „Apus de soare" de Barbu Ștefănescu Delavrancea, regia Marietta Sadova, Mihail Zirra, 1956 și 1973
- Poludin - „O chestiune personală" de Alexandr Stein, regia Sică Alexandrescu, 1955
- Stepa - „Platon Krecet" de Alexandr Korneiciuk, regia Alexandru Finți, 1954
- Mircea Cavafu - „Mielul turbat" de Aurel Baranga, regia Sică Alexandrescu, 1954
- Mitică - „Matei Millo" de Mircea Ștefănescu, regia Sică Alexandrescu, 1953
- Voicu - „Ultima oră" de Mihail Sebastian, regia Moni Ghelerter, 1953
- Hlestakov - „Revizorul" de Nikolai Vasilievici Gogol, regia Sică Alexandrescu, 1952
- „Momente" de I.L. Caragiale, regia Sică Alexandrescu, 1952
- Catindatul - „D`ale carnavalului" de I.L. Caragiale, regia Sică Alexandrescu, (Sala Studio), 1951
- Tuzenbach - „Trei surori" de A.P. Cehov, regia Moni Ghelerter, (Sala Comedia), 1950
- Victor Dumitrescu - „Iarba rea" de Aurel Baranga, regia Sică Alexandrescu, 1949
- Rică Venturiano - „O noapte furtunoasă" de I.L. Caragiale, regia Sică Alexandrescu, (Sala Comedia), 1949
- Agamiță Dandanache - „O scrisoare pierdută" de I.L. Caragiale, regia Sică Alexandrescu, (Sala Comedia), 1948
- Studentul - „Confruntarea" de Tur și Lev Seinin, regia Moni Ghelerter, (Sala Studio), 1948
- Romeo - „Romeo și Julieta, actul 6", „Între filologi", „Cine răspunde?" de D.D. Pătrășcanu, regia N.Gh. Kirilov, 1945

Teatrul Odeon:
- Talleyrand - „Supeul" de Jean Claude Brinsville, regia Florentina Enache, 1997
- Antonio Salieri - „Amadeus" de Peter Schaffer, regia Dinu Cernescu, 1982
- „Helen, Tommy și Joe" de James Thurber și Elliot Nugent, regia Marietta Sadova, 1948

Teatrul Evreiesc de Stat:
- Wille Clark - „Băieții de aur" de Neil Simon, regia Ion Lucian, 1997

Teatrul Național din Craiova:
- Zeus - „Danaidele" după Eschil, regia Silviu Purcărete, 1995
- George - „Cui i-e frică de Virginia Woolf?" de Edward Albee, regia Mircea Cornișteanu, 1990

Teatrul Lucia Sturdza Bulandra din București:
- Don - „Transplantarea inimii necunoscute" de Alexandru Mirodan, regia Moni Ghelerter, 1969

Teatrul de Comedie: 1961 - 1968
- Berenger - „Ucigaș fără simbrie" de Eugene Ionesco, regia Lucian Giurchescu
- Chitlaru - „Opinia publică" de Aurel Baranga, regia Mihai Berechet
- Cirivis - „Capul de rățoi" de George Ciprian, regia David Esrig
- Berenger - „ Rinocerii" de Eugene Ionesco, regia Lucian Giurchescu
- Gore, Șeful - „Șeful sectorului suflete" de Alexandru Mirodan, regia Moni Ghelerter
- Jurații - „Procesul domnului Caragiale" de Mircea Ștefănescu, regia David Esrig
- Cheryl - „Celebrul 702" de Alexandru Mirodan, regia Moni Ghelerter

Teatrul Tineretului:
- Doctorul - „Un flăcău din orașul nostru" de Konstantin Simonov, regia Vlad Mugur, 1952

Teatrul Alhambra: 1943 - 1949
- „Rușinea familiei" de Mircea Ștefănescu, după Ronald Harwood, regia Ion Talianu
- „Steaua fără nume" de Mihail Sebastian, regia Soare Z. Soare
- „Nu mai beau" de Gaston de Caillavet și Robert de Flers, regia Soare Z. Soare
- „Pensiunea dragostei" de Alexandru Kirițescu, regia Soare Z. Soare
- „Sărmanul Jonathan" de Karl Milloker

Compania Radu Beligan: 1947 - 1948
- „Clasa a 8-a B" de Roger Ferdinand, regia Ionel Țăranu
- „Rușinea familiei" de Mircea Ștefănescu, după Ronald Harwood, regia Ion Talianu

Teatrul Comedia: 1945 - 1947
- „Primăvara a venit" de John van Druten, regia Sică Alexandrescu
- „Racheta spre lună" de Clifford Odets, regia Marietta Sadova
- „Vis de secătură" de Mircea Ștefănescu, regia W. Siegfried
- „O femeie răpită" de Louis Verneuil, regia Sică Alexandrescu
- „Knock" de Jules Romaine, regia Sică Alexandrescu
- „Sărută-mă imediat" de Tudor Mușatescu și V. Timuș, după Janos Vaszari, regia Ion Talianu
- „Unul cu bani" de George S. Kaufman, regia Sică Alexandrescu
- „Am visat paradisul" de Guido Cantini, regia Sică Alexandrescu
- „Medicul în dilemă" de George Bernard Shaw, regia Sică Alexandrescu

Teatrul Nostru: 1946 - 1947
- „Viața începe mâine" de Marc Gilbert Sauvajon, regia Val Mugur

Teatrul Municipal: 1944 - 1945
- „Omul care a văzut moartea" de Victor Eftimiu, regia Sică Alexandrescu
- „Amantul de carton" de Jacques Deval, regia Sică Alexandrescu

Teatrul Maria Filotti (Sărindar): 1942 - 1943
- „Sextet" de Gregor Schmitt, regia Sică Alexandrescu
- „Domnișoara de ciocolată" de Paul Gavault, regia Ion Șahighian
- „D-ra Butterfly" de Tudor Mușatescu, după Tibor Varady, regia Tudor Mușatescu

Teatrul Majestic: 1940 - 1941
- „Omul care zâmbește" de Luigi Bonelli și Aldo de Benedetti, regia Ion Șahighian
- „Frumoasa aventură" de Gaston de Caillavet și Robert de Flers, regia Sică Alexandrescu
- „Orașul fără avocați" de Nicola Manzari, regia Ion Iancovescu
- „Banii nu fac nici două parale" de Armando Curcio, regia Sică Alexandrescu

Teatrul Tudor Mușatescu (Roxy): 1940 - 1941
- „Îmi pare rău de mine" de Mouezy-Eon și Guitton, regia Ion Sava
- „Titanic Vals" de Tudor Mușatescu, regia Tudor Mușatescu

Grădina C.A. Rosetti: 1940
- „Ascultă, Ionescule" de Tudor Mușatescu, după Mirande și Quinson

Teatrul din Sărindar: 1939 - 1940
- „Calul năzdrăvan" de Gherardo Gherardi, regia Ion Iancovescu
- „Aproape de cer" de Julien Luchaire, regia Aurel Ion Maican
- „Figurantul" de Alfred Savoir, regia Ion Iancovescu
- „Domnișoara Butterfly" de Tudor Mușatescu după Tibor Varady, regia Tudor Mușatescu

Teatrul Uranus - Comedia: 1938 - 1939
- „Tinerețe" de Swarkin, regia Muratov
- „Quadratura cercului" de Valentin Kataiev, regia Victor Ion Popa
- „Zile vesele după război" de Mihail Sadoveanu, regia Victor Ion Popa
- „Jederman" de Hugo von Hoffmanstall, regia Victor Ion Popa

Liedertafel - Alhambra - Regina Maria: 1937 - 1938
- „Molima" de Ion Marin Sadoveanu
- „Pescuitorul de umbre" de Jean Sarment, regia Sergiu Dumitrescu
- „Crimă și pedeapsă" de Gaston Bary, după Fiodor Mihailovici Dostoievski, regia Mihai Zirra (Debut)

### Filmografie

#### Actor
- O noapte furtunoasă (1943) - arhivarul de judecătorie Rică Venturiano
- Visul unei nopți de iarnă (1946) - Milica Dumitrescu
- Răsună valea (1949) - Niky
- Bulevardul “Fluieră Vântu” - scurt metraj (1950)
- Lanțul slăbiciunilor (scurtmetraj, 1952) - domnul cu scrisoarea
- O scrisoare pierdută (1954) - Agamemnon Dandanache
- Directorul nostru (1955) - narator
- Afacerea Protar (1956) - profesorul Andronic
- Două lozuri (1957) - narator
- Casa de pe strada noastră (1957) - voce
- Momente "Caragiale" - Tren de placere (1958) - Mihalache Georgescu
- Bădăranii (1960) - Felippetto
- Celebrul 702 (1962) - Kid Sandman
- Lanterna cu amintiri (1963)
- Pași spre lună (1964) - Călătorul
- Șeful sectorului suflete (1967) - meteorologul Gore
- Castelanii (1967) - specialistul Manole
- Corigența domnului profesor (1968) - narator
- Realitatea ilustrată (Serial TV) (1969)
- Explozia (1972) - profesorul Luca
- Întoarcerea lui Magellan (1974) - profesorul
- Agentul straniu (1974)
- Când trăiești mai adevărat (1974)
- Tată de duminică (1975) - procurorul Grigore Manta
- Singurătatea florilor (1976) - medicul Ovidiu Pavel
- Instanța amînă pronunțarea (1976)
- Premiera (1976) - dirijorul Mihai Dan, soțul directoarei
- Povestea dragostei (1977) - povestitor
- Cuibul salamandrelor (1977) - profesorul Luca
- Aurel Vlaicu (1978) - Ilarie Chendi
- Brațele Afroditei (1979) - Carlos Morena Mendoza
- Rețeaua S (1980) - colonelul de securitate Dumitrescu
- Iancu Jianu zapciul (1981)
- Iancu Jianu haiducul (1981)
- Întoarcere la dragostea dintîi... (1981)
- Galax (1984)
- Horea (1984)
- Trahir (1993) - Vlad
- Urmașii Marelui Anonim (1997)
- După-amiaza unui torționar (2001) - Profesorul
- Medalia de onoare (2009) - Ion J. Ion
- Măria Sa, Birlic! (2010) - el însuși

#### Alte colaborări
- Ciulinii Bărăganului (1958) – directorul dialogurilor
- Steaua fără nume (1966) – colaborator neprecizat

### Televiziune
- „Al matale, Caragiale", regia Mircea Cornișteanu, 2002
- „Cui i-e frică de Virginia Wolf?" de Edward Albee, regia Olimpia Arghir, 1995
- „Amadeus" de Peter Shaffer, regia Dinu Cernescu
- „Aventură sub pământ" de Ion Băieșu, regia Sergiu Ionescu, 1982
- „Titanic vals" de Tudor Mușatescu
- „Supeul" de Jean Claude Brinsville
- „Mușatinii"
- „Harvey" de Mary Chase
- „Tren de plăcere" de I.L. Caragiale
- „Momente Caragiale" după I.L. Caragiale
- „Conu Leonida" după I.L. Caragiale
- „Marii Artiști pe Micul Ecran"

### Audiobooks
Există în lectura lui Radu Beligan doua audiobookuri, acestea apărând la editura Humanitas (Contrabasul și Bartleby).

### Teatru radiofonic
- Apollon de Bellac – de Jean Giraudoux
- Bădăranii – de Carlo Goldoni
- Ce știa satul – de I. Valjan
- Cei trei mușchetari – de Alexandre Dumas
- Colegi de promoție – de Eugene Labiche
- Comisarul și înalta societate –  de Robert Lamoureux
- Copacii mor în picioare – de Alejandro Casona
- Cyrano de Bergerac – de Edmond Rostand
- D’ale carnavalului – de I.L. Caragiale
- Dansul milioanelor – de Victor Eftimiu
- Don Quijote - de Yves Jamiaque
- Escu – de Tudor Mușatescu
- Fii cuminte, Cristofor – de Aurel Baranga
- Greșelile unei nopți – de Oliver Goldsmith
- Încurcă-lume – de A. D. Herz
- Minunile Sfântului Sisoe – de George Topârceanu
- Nud cu vioară – de Noel Coward
- Numele trandafirului – de Umberto Eco
- Nunta lui Figaro – de Beaumarchais
- O glumă cu urmări neprevăzute – de Pierre Trachet
- O noapte furtunoasă – de Ion Luca Caragiale
- Ocolul Pământului în 80 de zile – de Jules Verne
- Omul care a văzut moartea – de Victor Eftimiu
- Opinia publică – de Aurel Baranga
- Orașul fără avocați – de Nicola Manzari
- Paharul prieteniei – de Charles Maître
- Patima roșie – de Mihail Sorbul
- Plicul – de Liviu Rebreanu
- Revizorul - de N.V. Gogol
- Salariul gloriei – de Clifford Odets
- Scafandrierii –  de Tudor Mușatescu
- Secretul unui om de zăpadă – de Constantin Brăescu
- Tapaj nocturn – Marc Gilbert Sauvajon
- Titanic-vals – de Tudor Mușatescu
- Topaze – de Marcel Pagnol
- Tren de plăcere – de I.L. Caragiale
- Un week-end de adio – de Marc Gilbert Sauvajon
- Vizită pe o mică planetă – de Gore Vidal
- Voiajorul – de Maurice Druon
- Volpone - de Ben Jonson

### Regizor
Radu Beligan este cunoscut și în calitate de regizor de teatru.
- „Egoistul" de Jean Anouilh, 2004
- „De partea cui ești?" de Ronald Harwood, 1996
- „O scrisoare pierdută" de I.L. Caragiale, 1979
- „Poveste din Irkutsk" de Aleksei Arbuzov, 1960
- „Sălbaticii" de Serghei Mihailovici Mihalkov, 1959
- „Doctor fără voie" de J.B.P. Molière (co-regie cu Sică Alexandrescu), 1955
- „Străini in noapte"de Eric Assous,2007

### Autor
- 2013 - „Între acte"
- 2001 - „Note de insomniac"
- 1978 - „Luni, Marți, Miercuri..."
- 1968 - „Pretexte și subtexte"

## Activitate didactică, profesională, academică

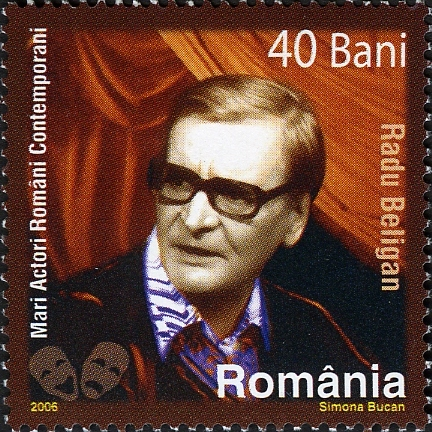
Radu Beligan

- Profesor la Institutul de Teatru și Film: 1950 - 1965
- Director al Teatrului de Comedie din București: 1961 - 1969
- Director al Teatrului Național București: 1969 - 1990
- Președinte activ (1971) și apoi Președinte de onoare pe viață (1977) al Institutului Internațional de Teatru
- Autorul mesajului internațional pentru Ziua Mondială a Teatrului: 27 martie 1977
- Co-președinte, cu Yehudi Menuhin, al Festivalurilor Internaționale de Teatru și Muzică organizate de UNESCO: 1971 - 1978
- Membru al Cartelului Internațional de Teatru: 1967
- Membru în Consiliul Superior al Teatrului Națiunilor, sub președinția lui Pierre Moinet, directorul general al artelor și literaturii din Ministerul Afacerilor Culturale al Franței
- Membru al Academiei Le Muse din Florența
- Semnatar al Apelului Artiștilor pentru Securitate și Cooperare în Europa, Helsinki, 1985

## Legătura cu securitatea
Conform dezvăluirii ziarului tabloid Libertatea, făcută publică în data de 29 octombrie 2011, Radu Beligan a „reclamat” instituției de opresiune că Televiziunea Română a transmis piesa de teatru O scrisoare pierdută de Ion Luca Caragiale, în regia lui Liviu Ciulei, și nu varianta regizată de el. Acea reclamație apare sub forma unei note în Cartea Albă a Securității, de Virgil Măgureanu 1982, cu numărul 296, „colectată” de către Gheorghe Dănescu, persoană ce îndeplinea rolul de conducător al Securității Municipiului București. Conform acesteia, actorul Radu Beligan, artist al Poporului și director al Teatrului Național din București își exprimă nemulțumirea vis-a-vis de piesa de teatru în cauză, pe motivul că Liviu Ciulei a întors spatele țării și a emigrat în străinătate (1980). După părerea lui, tinerimea română nu are ce învăța din piesa lui Ciulei, care se constituie într-o „crimă pentru actul de cultură în sine”.

## Premii și distincții

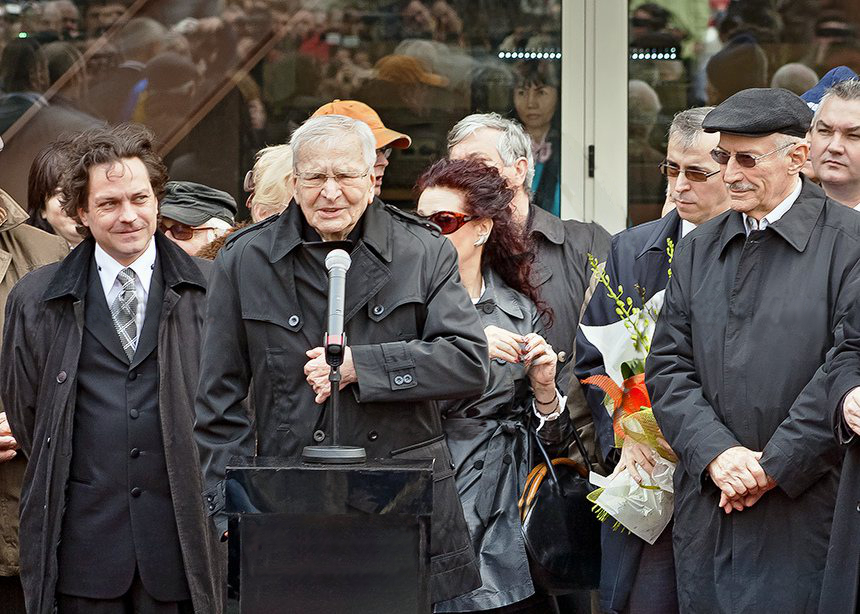
Radu Beligan (în centru), alături de George Ivașcu și Victor Rebengiuc, primind o stea pe Walk of Fame București.

- Decorația Regală „Nihil Sine Deo”, acordată de Alteța Sa Regală Principesa Margareta a României, în numele Majestății Sale Regelui Mihai I, la 12 mai 2013, într-o ceremonie desfășurată la Castelul Peleș[22][23][24]

- Membru de onoare al Academiei Române, drept recunoaștere a activității în domeniul artei, 2004
- Doctor Honoris Causa al Universității Naționale de Artă Teatrală și Cinematografică „I.L. Caragiale", 2003
- Trofeul „România 2000", 2003
- Marele Premiu acordat de Guvernul României, în cadrul Premiilor Naționale de Teatru, 2002
- Președintele Franței, Jacques Chirac a semnat Decretul prin care Radu Beligan este numit în grad de Ofițer al Ordinului Național al * * Legiunii de Onoare, 2002
- Premiul revistei „Moftul Român", 2001
- Premiul Revistei „Flacăra", 2000
- Trofeul Eugene Ionesco, 1999
- Premiul Fundației TOFAN, 1998
- PRIX 14 JUILLET 1998 al Ministerului de Externe din Franța
- Premiul „Aristizza Romanescu” al Academiei Române pentru întreaga creație teatrală și cinematografică, 1997
- Premiul Galei UNITER - Trofeul Dionysos, 1995-1996
- Doctor Honoris Causa al Academiei „George Enescu" din Iași, 1994
- Doctor Honoris Causa al Academiei George Enescu
- Marele Premiu al Centrului de cultură "George Apostu" din Bacău - 1993
- Premiul de Stat, Premiul special ATM pentru întreaga activitate, Premiul special al revistei „Ateneu”, 1986
- Premiul Academiei „Le Muse" din Florența, 1980
- Premiul CCES Bacău și al revistei „Ateneu”, 1968

### Distincții
- titlul de Artist Emerit al Republicii Populare Române (23 ianuarie 1953) „pentru merite deosebite, pentru realizări valoroase în artă și pentru activitate merituoasă”;[25]
- titlul de Artist al Poporului (28 martie 1962) „pentru merite excepționale în opera de dezvoltare a teatrului, muzicii și artelor plastice”;[26][27]
- Premiul Academiei "Le Muse" din Florența 1980;
- Premiul Galei UNITER – Trofeul Dionysos 1995 - 1996;
- Premiul Academiei Române, 1997;
- Premiul Fundației Tofan, 1998;
- Prix 14 Juillet al Ministerului de Externe al Franței, 1998;
- Trofeul Eugene Ionesco, 1999;
- Doctor Honoris Causa al Academiei de Arte "George Enescu";
- Cetățean de onoare al municipiilor Iași și Bacău.
- Doctor Honoris Causa al Universitatii Naționale de Artă Teatrală si Cinematografica 'I. L. Caragiale' București
- Doctor Honoris Causa al Universității „Ovidius” Constanța
- Cetățean de Onoare al Municipiului Bacău - Teatrului de Vară din Bacău i se atribuie denumirea "Radu Beligan" - 2008[17]

### Decorații
- Medalia „A cincea aniversare a Republicii Populare Române” (24 decembrie 1952) „pentru lupta și munca duse în vederea făuririi, consolidării și prosperării Republicii Populare Române”[28]
- Ordinul „23 August” clasa a III-a (10 august 1964) „pentru merite deosebite în opera de construire a socialismului, cu prilejul celei de a XX-a aniversări a eliberării patriei”[29]
- Ordinul „Meritul Cultural” clasa I (6 noiembrie 1967) „pentru activitate îndelungată în teatru și merite deosebite în domeniul artei dramatice”[30]
- Ordinul „Steaua Republicii Socialiste România” clasa a II-a (4 mai 1971) „cu prilejul aniversării a 50 de ani de la constituirea Partidului Comunist Român, [...] pentru merite deosebite în opera de construire a socialismului”[31]
- Ordinul național „Serviciul Credincios” în grad de Comandor (1 decembrie 2000) „pentru realizări artistice remarcabile și pentru promovarea culturii, de Ziua Națională a României”[32]
- Ordinul Drapelul Iugoslav cu steaua de aur și colan
- Ordinul Serviciul Credincios „Mare Ofițer"

## Citate
"Mama avea o voce frumoasă, era grecoaică, venea din țara care a inventat teatrul, știa franțuzește"

## In memoriam
La 14 decembrie 2018, cu prilejul sărbătoririi a 100 de ani de la nașterea lui Radu Beligan, Banca Națională a României a pus în circulație, în atenția numismaților, o monedă de argint, cu titlul de 999‰, cu valoarea nominală de 10 lei. Moneda este rotundă, are un diametru de 37 mm, o greutate de 31,103 g, iar cantul este zimțat. Întregul tiraj al emisiunii de 200 de exemplare a fost emis de calitate proof.

### Articole biografice
- VIDEO Radu Beligan, pe scenă la 91 de ani Arhivat în 1 noiembrie 2012, la Wayback Machine., 13 decembrie 2009, Nicoleta Zaharia, Adevărul
- Un genial actor, un fin cărturar, un Moliere altoit cu Urmuz și Caragiale, 14 decembrie 2011, Magdalena Popa Buluc, Cotidianul
- Radu Beligan: „Sunt un băiat de la țară, iar băiatul ăsta a luat masa cu Regina Angliei“, 9 august 2013, Andrada Văsii, Ziarul Metropolis

### Interviuri
- Radu Beligan: "Am adunat tinereți succesive"[nefuncțională]
, 16 decembrie 2007, Rodica Mandache, Jurnalul Național
- Un leu in iarna: Radu Beligan, Silvia Kerim, Formula AS - anul 2008, numărul 849
- EXCLUSIV Radu Beligan: „Nu mi-a fost niciodată rușine că sunt român!“, 31 mai 2013, Dan Boicea, Ziarul Metropolis
- Amurgul secolului Beligan, 17 mai 2014, Cristian Delcea, Adevărul

### Video
- Interviu cu maestrul la aniversarea a 94 de ani